# Sanford (Texas)
Sanford è un centro abitato degli Stati Uniti d'America situato nella contea di Hutchinson dello Stato del Texas.
La popolazione era di 164 persone al censimento del 2010.

## Geografia fisica
Sanford è situata a 35°42′09″N 101°31′54″W (35.702626, -101.531773).
Secondo lo United States Census Bureau, ha un'area totale di 0,1 miglia quadrate (0,26 km²).

## Società

### Evoluzione demografica
Secondo il censimento del 2000, c'erano 203 persone, 82 nuclei familiari e 59 famiglie residenti nella città. La densità di popolazione era di 1.517,1 persone per miglio quadrato (602,9/km²). C'erano 113 unità abitative a una densità media di 844,5 per miglio quadrato (335,6/km²). La composizione etnica della città era formata dal 95,57% di bianchi, l'1,48% di nativi americani, lo 0,49% di altre razze, e il 2,46% di due o più etnie. Ispanici o latinos di qualunque razza erano il 5,42% della popolazione.
C'erano 82 nuclei familiari di cui il 28,0% aveva figli di età inferiore ai 18 anni, il 57,3% aveva coppie sposate conviventi, l'11,0% aveva un capofamiglia femmina senza marito, e il 28,0% erano non-famiglie. Il 26,8% di tutti i nuclei familiari erano individuali e il 9,8% aveva componenti con un'età di 65 anni o più che vivevano da soli. Il numero di componenti medio di un nucleo familiare era di 2,48 e quello di una famiglia era di 3,02.
La popolazione era composta dal 25,6% di persone sotto i 18 anni, l'8,9% di persone dai 18 ai 24 anni, il 25,6% di persone dai 25 ai 44 anni, il 23,2% di persone dai 45 ai 64 anni, e il 16,7% di persone di 65 anni o più. L'età media era di 40 anni. Per ogni 100 femmine c'erano 109,3 maschi. Per ogni 100 femmine dai 18 anni in giù, c'erano 112,7 maschi.
Il reddito medio di un nucleo familiare era di 28.672 dollari e quello di una famiglia era di 29.375 dollari. I maschi avevano un reddito medio di 27.750 dollari contro i 16.250 dollari delle femmine. Il reddito pro capite era di 12.208 dollari. Circa il 24,2% delle famiglie e il 27,6% della popolazione erano sotto la soglia di povertà, incluso il 45,9% di persone sotto i 18 anni di età e il 7,4% di persone di 65 anni o più.